# Fahrzeugfabrik Ansbach

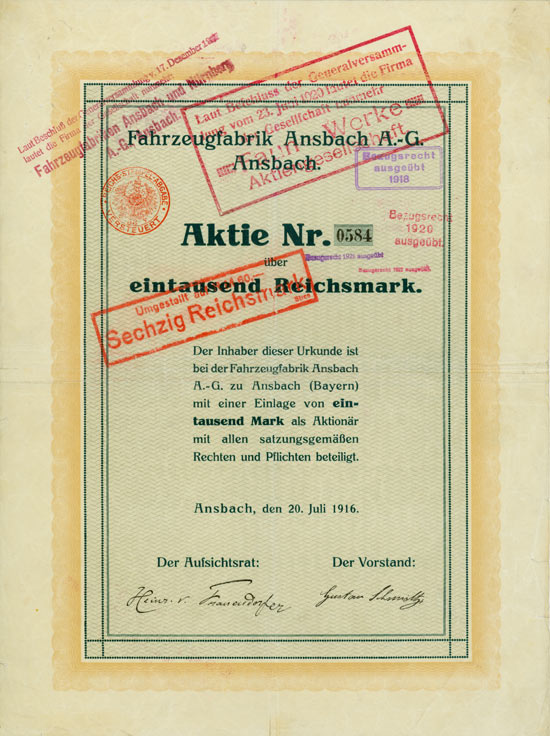
Aktie über 1000 Mark der Fahrzeugfabrik Ansbach AG vom 20. Juli 1916

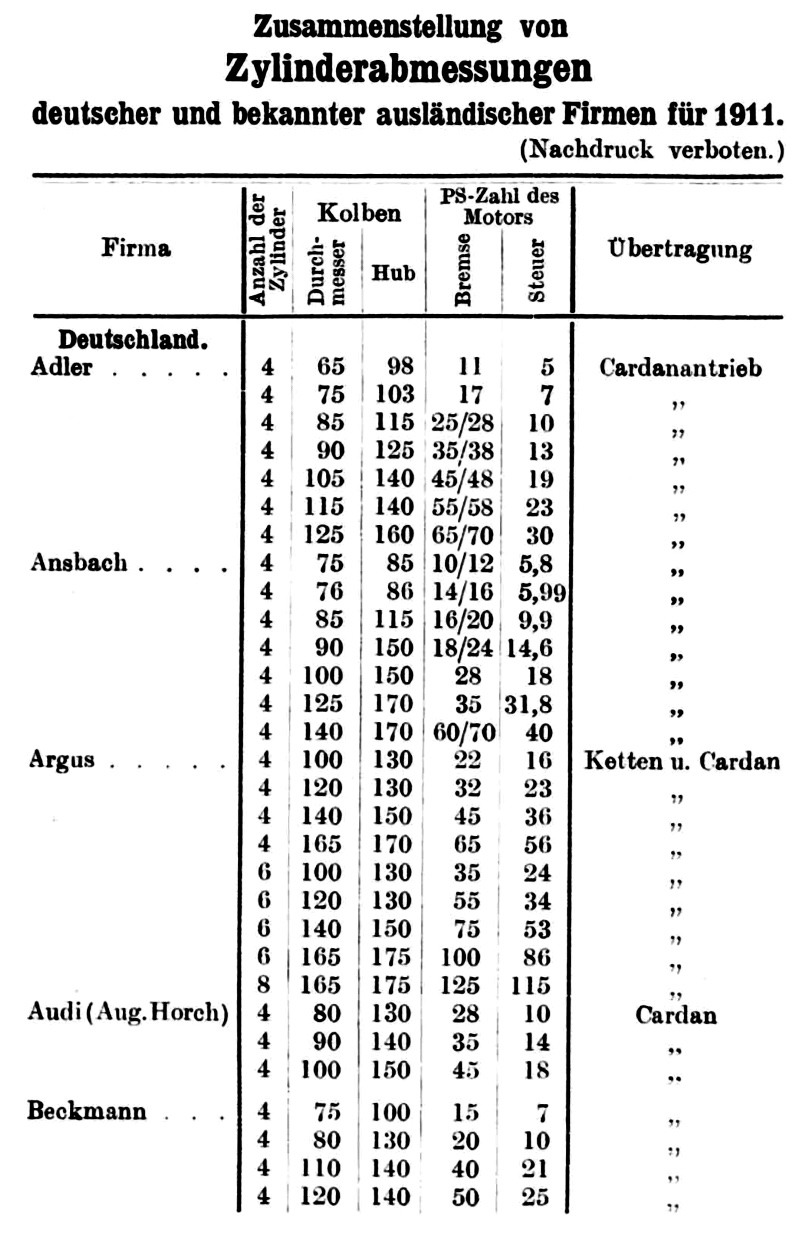
Technische Daten einiger Ansbach-Motoren um 1911

Die Fahrzeugfabrik Ansbach war ein deutsches Fahrzeugbau-Unternehmen in Ansbach, das Nutzfahrzeuge und Personenkraftwagen herstellte.

## Unternehmensgeschichte
Das Unternehmen wurde 1906 in der Rechtsform einer Gesellschaft mit beschränkter Haftung gegründet und 1916 in eine Aktiengesellschaft umgewandelt. Es war während des Ersten Weltkriegs an der Feld-Kraftwagen AG (Berlin) und an der Lastmotor GmbH (München) beteiligt.
1917 fusionierte das Unternehmen mit der Nürnberger Feuerlöschgeräte-, Automobillastwagen- und Fahrzeugfabrik Karl Schmidt, zu deren Vorgängern unter anderen die 1845 gegründete Gießerei von Justus Christian Braun gehörte, unter der neuen Firma Fahrzeugfabriken Ansbach und Nürnberg AG, die 1920 auf die Abkürzung geändert wurde: FAUN-Werke AG. Der Unternehmenssitz war Ansbach, das Nürnberger Werk wurde offiziell als Zweigwerk bezeichnet. Als Aktionärin beteiligte sich unter anderen die Fried. Krupp AG.
Nach dem Ende der Inflation, die durch die Flucht in die Sachwerte auch den Verkauf von Kraftfahrzeugen begünstigt hatte, geriet die FAUN-Werke AG – wie auch viele andere Fahrzeughersteller – gegen Mitte der 1920er Jahre in erhebliche finanzielle Schwierigkeiten und wurde 1925 unter Geschäftsaufsicht gestellt, bis 1926 ein Vergleich geschlossen werden konnte. Die im Vergleich vereinbarten Zahlungen konnte das Unternehmen zunächst durch den Verkauf des Nürnberger Werks leisten. Seitdem lautete die Firma wieder Fahrzeugfabrik Ansbach AG, der Name FAUN verblieb beim verkauften Werk, das erfolgreich weiter bestand – seine heutigen Nachfolger sind die Tadano FAUN GmbH in Lauf an der Pegnitz und die FAUN Umwelttechnik GmbH & Co. KG in Osterholz-Scharmbeck.
Die Fahrzeugfabrik Ansbach AG dagegen konnte im Sommer 1928 den weiteren Zahlungen aus dem Vergleich nicht mehr nachkommen, so dass im Oktober 1928 das Konkursverfahren eröffnet wurde, das sich über Jahre hinzog. Der Konkursverwalter führte die Produktion zunächst fort, bis die begonnenen Fahrzeuge fertiggestellt bzw. die auf Lager liegenden Materialien verbraucht waren, und versuchte, die verbliebenen Eigentumswerte der Gesellschaft möglichst vorteilhaft zu veräußern. Unter anderem wurde das Ersatzteillager mit einem kleineren Teil des Maschinenparks 1929 verkauft und als Ansbach-Express-Verkaufs-GmbH betrieben.

## Produktion
Neben den Nutzfahrzeugen entstand im Jahre 1910 auch ein kleiner Personenwagen, der Kauz. Er war mit einem 4/14-PS-Vierzylindermotor ausgestattet, der bei 1,0 l Hubraum eine Leistung von 14 PS (10,3 kW) abgab. Aufgrund der Auslastung der Fabrik mit dem Nutzfahrzeugbau blieben die Stückzahlen des Kauz gering.

## Management
Seit der Fusion 1917 gehörte Karl Schmidt dem Vorstand an, um 1925 war er Vorstandsvorsitzender. Letzter technischer Direktor und stellvertretender Vorstandsvorsitzender war von 1924 bis 1928 der Ingenieur Helmuth Eimer (* 1882), der anschließend leitender Mitarbeiter im Konzern von Hugo Junkers wurde.